# Springvale Park
Der Springvale Park war ein Fußballstadion im schottischen Springburn, einem heutigen Stadtteil von Glasgow. Es war die Heimatstätte des FC Cowlairs zwischen 1890 und 1895, als dieser in der Scottish Football League spielte.

## Geschichte
Der im Jahr 1876 in Cowlairs, einem Gebiet im Stadtteil Springburn, von Arbeitern der Cowlairs Railway gegründete Verein spielte zwischen 1890 und 1895 im Springvale Park. Es befand sich an der Cowlairs Road östlich des Eisenbahnwerks von Cowlairs.
Das neue Gelände hatte eine Sitztribüne ohne Dach an der Nordseite und einen Pavillonkomplex in der südwestlichen Ecke. Im Jahr 1893 wurde eine Laufbahn hinzugefügt.
Cowlairs war Gründungsmitglied der Scottish Football League, und das erste Ligaspiel wurde am 23. August 1890 im Springburn Park gegen den FC Vale of Leven ausgetragen. Das Spiel endete mit einem 3:2-Sieg. Die höchste Zuschauerkulisse in der Liga war 2500, als Cowlairs am 29. April 1891 mit 0:5 gegen Celtic Glasgow verlor. Einen Besucherrekord gab es am 27. Oktober 1894 als 6000 Zuschauer ein Halbfinalspiel im Glasgow Cup gegen „Celtic“ sahen.
Nachdem der Verein aus der ersten Liga abgestiegen war, folgte am Ende der Saison 1894/95 auch der Abstieg aus der Division Two. Das letzte Ligaspiel im Springvale Park wurde am 27. April 1895 gegen die Dundee Wanderers ausgetragen, das mit einem 2:1-Sieg endete.
Der FC Cowlairs ging daraufhin wieder zurück zum Goulay Park, wo der Verein bereits zwischen 1876 und 1890 gespielt hatte. 1896 wurde der Verein aufgelöst.
Das Gelände des Springvale Park wurde später zur Erweiterung der umliegenden Gleisanschlüsse genutzt, der direkte Verbindungen zwischen dem Bahnhof Glasgow Queen Street und Springburn ermöglichte.